# Bouin (Deux-Sèvres)
Bouin – miejscowość i dawna gmina we Francji, w regionie Nowa Akwitania, w departamencie Deux-Sèvres. W 2016 roku populacja ówczesnej gminy wynosiła 136 mieszkańców. 
W dniu 1 stycznia 2019 roku z połączenia czterech ówczesnych gmin – Ardilleux, Bouin, Hanc oraz Pioussay – powstała nowa gmina Valdelaume. Siedzibą gminy została miejscowość Hanc. 